# 어종
물고기는 매우 다양한 동물이며 다양한 방식으로 분류될 수 있다. 대부분의 어종(魚種)이 발견되고 기술되어 있지만, 여전히 매년 약 250종의 새로운 어종이 발견된다. 피시베이스에 따르면 2022년 2월 기준 약 34,800종의 어류가 기술되었으며 이는 포유류, 양서류, 파충류, 조류 등 다른 모든 척추동물 종을 합친 것보다 많다.
어종 다양성은 대략 해양생태계와 담수생태계 간에 균등하게 나뉜다. 인도 태평양의 산호초는 해양 어류 다양성의 중심지인 반면, 대륙 담수 어류는 열대 우림의 넓은 강 유역, 특히 아마존, 콩고, 메콩강 유역에서 가장 다양하다. 5,600종 이상의 어종이 신열대 담수에만 서식하며, 신열대 어류는 지구상의 모든 척추동물 종의 약 10%를 차지한다. 칸타오 주립 공원과 같이 아마존 분지의 매우 풍부한 지역에는 유럽 전체에서 발생하는 것보다 더 많은 담수어 종이 서식할 수 있다.